# Ángel con el dragón (Bernini)
Ángel con el dragón es una escultura de Pietro Bernini y su hijo Gian Lorenzo. Tallaron este niño de mármol con un dragón para el palacio de Maffeo Barberini, más tarde el Papa Urbano VIII. Hércules, que demostró su fuerza divina incluso cuando era un niño al matar serpientes venenosas, aparece aquí como un niño travieso que sonríe, se sienta en el dragón y le rompe la mandíbula con las manos desnudas. Común en la estatuaria helenística, el tema de Hércules y la serpiente se revivió en la escultura de principios del siglo XVII.
Esta obra fue presentada como obsequio diplomático por el cardenal Carlo Barberini, sobrino nieto del papa Urbano VIII, al rey Felipe V de España cuando ingresó en Nápoles en 1702.